# Alvise Mocenigo III.

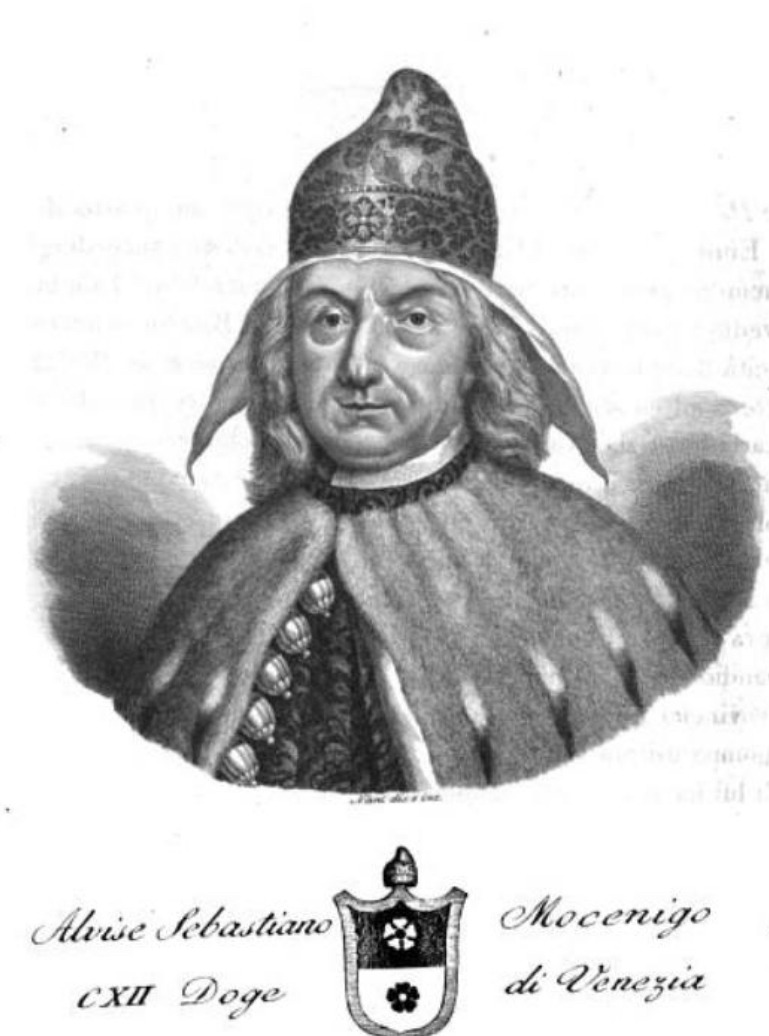
Kupferstich mit einem Porträt des Dogen „Alvise Sebastiano Mocenigo“, geschaffen vor 1834 von Antonio Nani, der es in seiner Serie dei Dogi di Venezia intagliati in rame da Antonio Nani 1835/36 und 1840 publizierte

Alvise Sebastiano Mocenigo III. (* 29. August 1662 in Venedig; † 21. Mai 1732 ebenda) war, folgt man der Zählweise der staatlich gesteuerten Geschichtsschreibung der Republik Venedig, ihr 112. Doge. Er regierte von seiner Wahl am 24. August 1722 bis zu seinem Tod rund zehn Jahre lang.
Im Gegensatz zu einer Reihe seiner Brüder, die eine politische Laufbahn einschlugen, stieg Alvise Sebastiano zunächst im Rahmen der Kriegsflotte, insbesondere im Kampf gegen die Osmanen auf. Dabei war es zunächst der Kriegsschauplatz in der Ägäis, dann im venezianischen Dalmatien und Albanien, der Mocenigo forderte. Entscheidend war seine Teilnahme an den Friedensverhandlungen von 1699 und 1717, die die Grenzen bis zum Ende der Republik im Jahr 1797 stabilisierten.
Im Gegensatz zu den Jahrzehnten seiner Einsätze im Venezianischen Kolonialreich verlief die Zeit seines Dogats nach außen vergleichsweise ruhig. Als Doge bemühte sich Mocenigo um die Verschönerung der Stadt Venedig, trat als Förderer einer Wissenschaftsgesellschaft auf, betrieb die Heiligsprechung eines Dogen des 10. Jahrhunderts (die allerdings erst kurz nach seinem Tod erfolgte).

## Familie

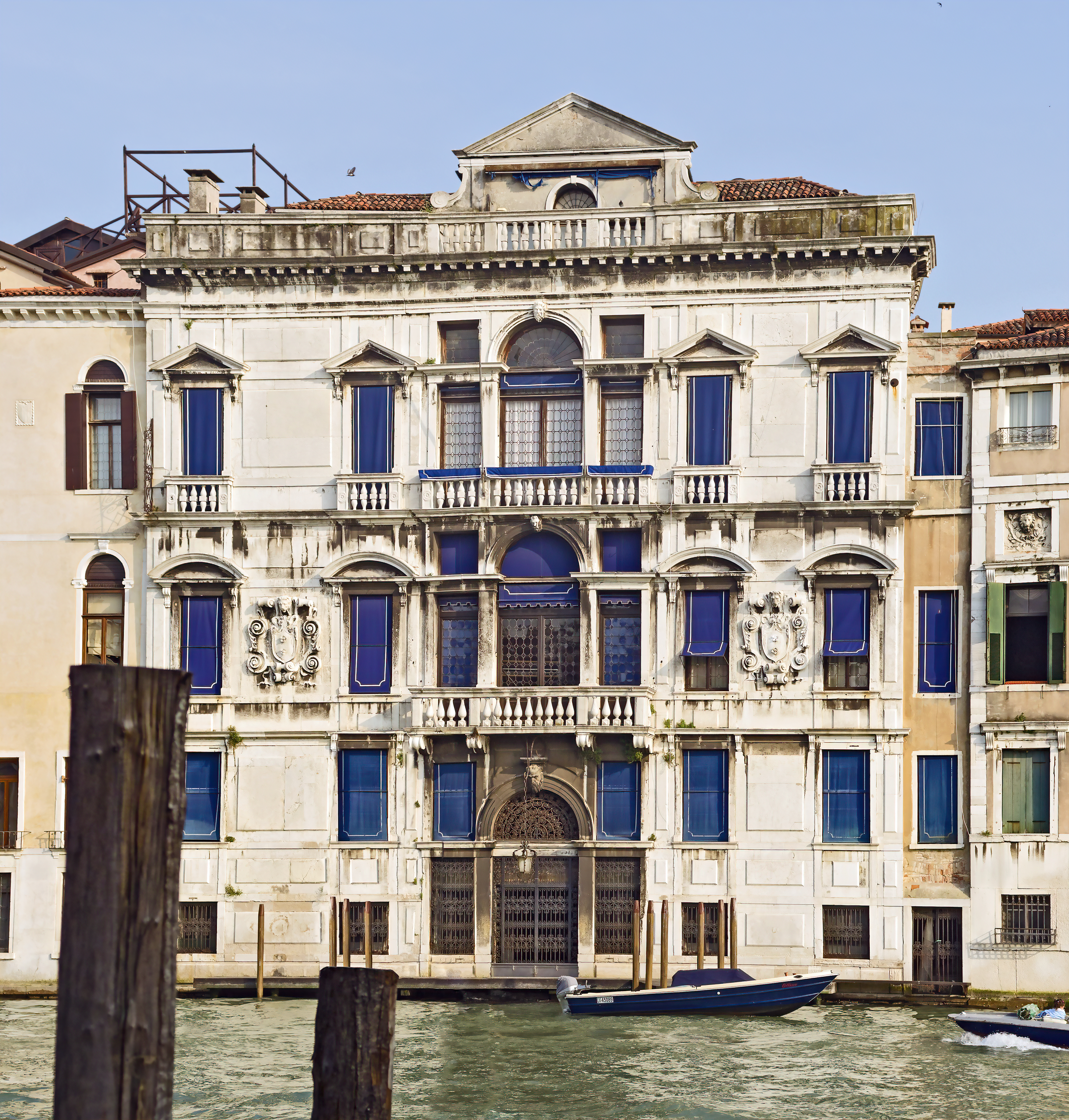
Palazzo Mocenigo Ca’ Nuova, fotografiert 2011 (vgl. Palazzi Mocenigo)

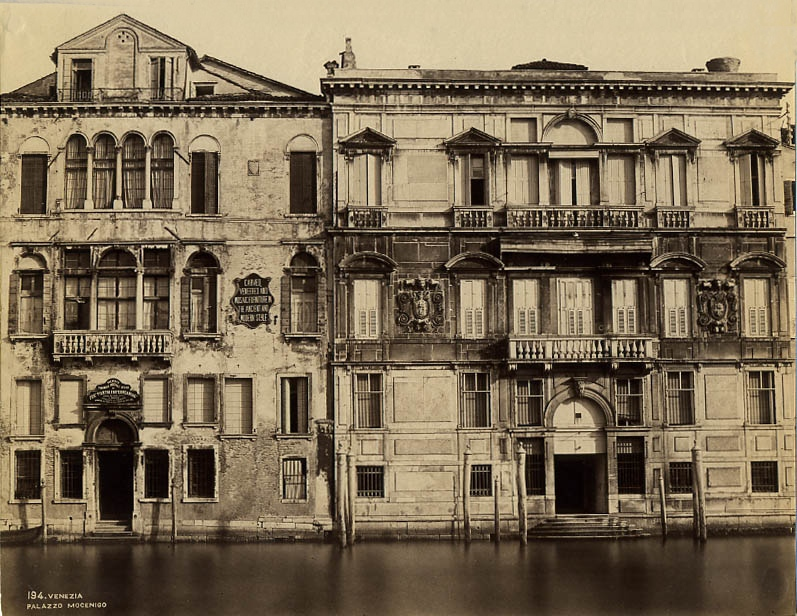
Fotografie, die Carlo Naya († 1882) im späten 19. Jahrhundert anfertigte

Alvise Mocenigo III. stammte aus der verzweigten Familie Mocenigo, die insgesamt sieben Dogen stellte: Tommaso Mocenigo (1414–1423), Giovanni (1478–1485) und Pietro Mocenigo (1574–1576), schließlich Alvise Mocenigo I. (1570–77), II. (1700–1709), Alvise Mocenigo III. und IV. (1763–1778). Die beiden letzten Mocenigo-Dogen stammten aus dem Zweig der Mocenigo von San Polo.
Im Gegensatz dazu wurde der spätere Doge in den Familienzweig der Mocenigo di S. Samuele geboren. Alvise Sebastiano, Zwillingsbruder von Alvise IV., genannt Leonardo, war Sohn eines weiteren Alvise IV. Mocenigo, Prokurator von San Marco (1626–1704), und der Cecilia di Sebastiano Michiel. Er war der dritte Alvise in dieser Familie und wurde zur Unterscheidung auch Bastian oder Sebastiano genannt. Ein anderer Sohn dieser Familie war jener Sebastiano Mocenigo (1661–1719) di Marcantonio, der von 1715 bis 1716 Statthalter im Friaul war.
Alvises Vater war 1672 für 25.000 Dukaten Prokurator von San Marco geworden. Danach wurde er Savio alla Sanità, dann alle Acque, schließlich mehrfach Savio del Consiglio. Damit war er im inneren Kreis der Republik angekommen, nachdem er sich um Gesundheitsfragen und das wichtige Netz der Wasserwege gekümmert hatte.
Aus der 1640 geschlossenen Ehe mit Cecilia gingen neben Alvise sieben Töchter hervor, nämlich zunächst Cecilia und Maria, die als Benediktinerinnen ihr Leben im Kloster verbrachten. Eine Chiara starb bereits im Alter von kaum zwölf Jahren, eine zweite Chiara heiratete 1678 Andrea Bragadin di Daniele. Bianca heiratete 1680 Alvise Contarini di Piero; Paolina ehelichte 1688 Francesco Morosini di Lorenzo. Die gezielte Verheiratung war in allen Adelsfamilien Teil der Heiratspolitik, die dem Vermögenserwerb und der -weitergabe, aber ebenso der politischen Einflussnahme diente.
Mit diesen drei Ehen erhielt die Familie bereits einen erheblichen Einfluss im patrizischen Geflecht der Republik. Hinzu kamen fünf Brüder, von denen vier bis in das Machtzentrum aufstiegen, also die Ratsgremien um den Senat und den Dogen, aber auch führend auf dem venezianischen Festland Italiens, der Terraferma waren.
Alvise (I) (1650–1728) wurde Savio agli Ordini, Provveditore alle Pompe (er sollte also die Verschwendung im Adel eindämmen), Savio di Terraferma, Provveditore alla Zecca (die Münzprägestätte), Savio all’Eresia (er sollte Häresien bekämpfen), schließlich Consigliere ducale per il sestiere di S. Marco (er vertrat das Sestiere San Marco im Dogenrat), Savio alle Acque (zuständig für die Wasserwege in der Lagune von Venedig, was auch die Zuflüsse betraf), dann wieder im zentralen Gremium als Savio del Consiglio, Conservatore delle Leggi, Deputato all’incremento del commercio, Provveditore all’artiglieria – er war also mit der Gesetzgebung, dem Versuch, die Wirtschaftstätigkeit auszuweiten, sowie der Artillerie befasst –, er gehörte aber auch dem Orden der goldenen Stola an.
Alvise Sebastiano starb als kleines Kind 1651, während Alvise (II) Giovanni (1660–1736) wieder eine lange Ämterlaufbahn absolvierte: Savio agli Ordini und della Quarantia (also übte er eher eine juristische Tätigkeit aus), Provveditore ai Lidi (womit er für den Hochwasserschutz gegen die Adria zuständig war), auch er war Savio di Terraferma, aber auch von 1697 bis 1701 Botschafter in Spanien. Danach war er Capitano in Brescia von 1703 bis 1704, Provveditore general a Palma in den Jahren 1734 bis 1735 (gemeint ist Palma im Friaul). Den höchsten Posten im Staat nach dem Dogen, den eines Procuratore di S. Marco, erhielt er am 1. April 1720.
Der Zwillingsbruder Alvise Mocenigos, wieder ein Alvise (IV) Leonardo (1662–1744), wurde Governatore di nave, Capitano delle galeazze (er war also im Bereich der Kriegsschifffahrt mit Aufgaben betraut), auch er Consigliere ducale, also Dogenrat, nämlich für das Sestiere S. Marco, auch er wieder Savio all’Eresia, zudem Decemviro, und auch er wurde Ritter della stola d’oro. Er wurde gleichfalls Botschafter, aber nicht in Spanien, sondern in Frankreich, nämlich von 1730 bis 1733.

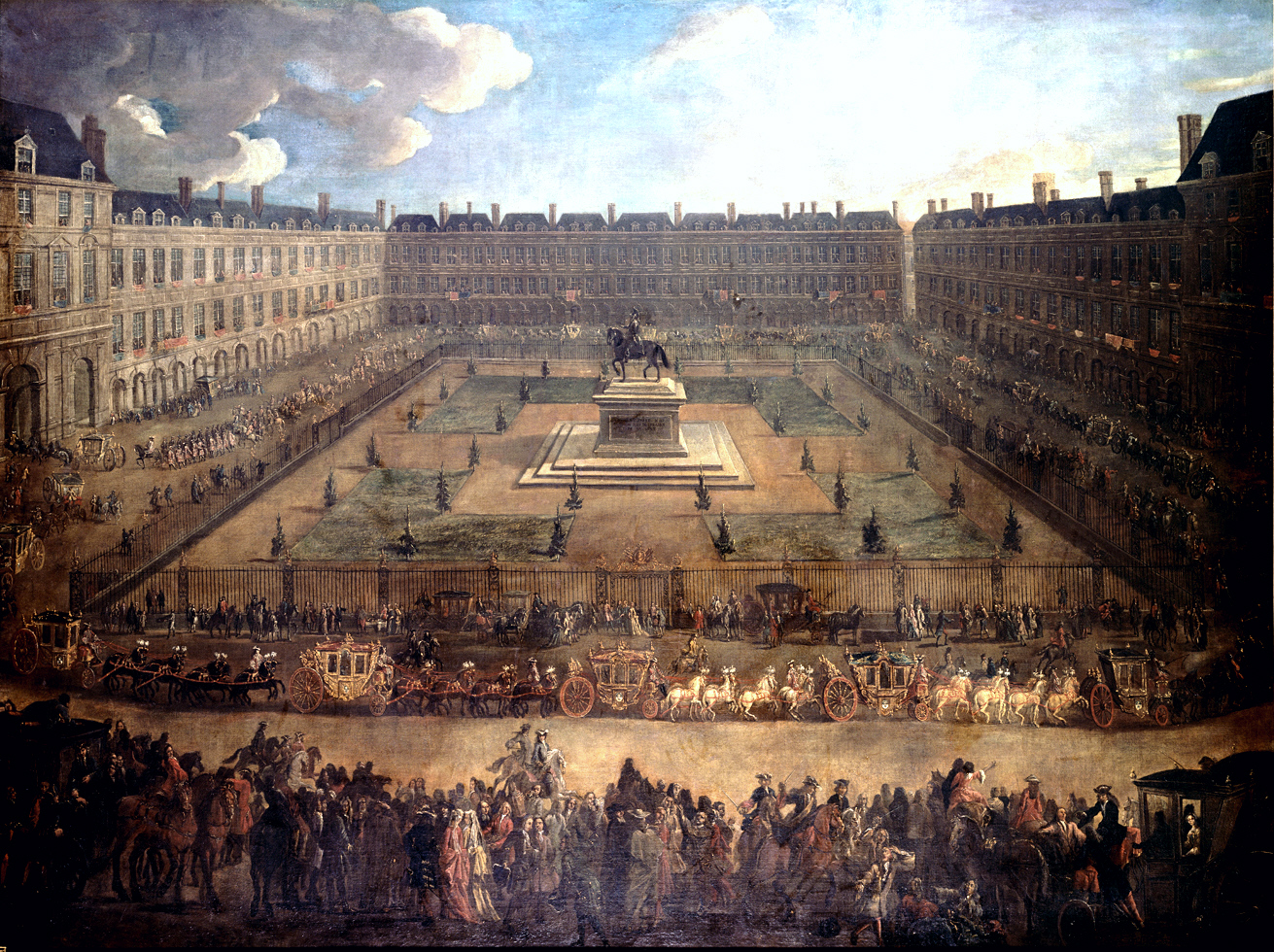
Einzug des Botschafters Alvise Mocenigo in Paris, Öl auf Leinwand, 198 × 265 cm; Musée du Château, Versailles

Alvise (V) Antonio (1672–1763), ebenfalls Savio di Terraferma, erhielt auch das Amt eines Inquisitore sopra gli Olii (war also für das Öl zuständig, gemeint ist Olivenöl), dann eines Zensors, er wurde Provveditore all’Arsenale, saß im Rat der Zehn, stieg zum Savio grande auf, um dann gleichfalls Botschafter in Frankreich zu werden, nämlich von 1707 bis 1710. Schließlich wurde er Podestà und Vicecapitano von Brescia in den Jahren 1735 bis 1737.

## Leben

### Ämterlaufbahn
Alvise Mocenigo, der hier im Mittelpunkt stehende spätere Doge, blieb kinderlos und heiratete nie. Er absolvierte im Gegensatz zu seinen Brüdern zunächst eine glanzvolle Karriere in der Kriegsflotte. Ausgestattet mit einer soliden literarischen Bildung, trat er als Jugendlicher in die Marine ein und stieg kontinuierlich bis zum Proveditore generale da mar auf, dem obersten Befehlshaber der Kriegsflotte.

#### Aufstieg zumCapitano del Golfo, Belagerung von Chania (1691)

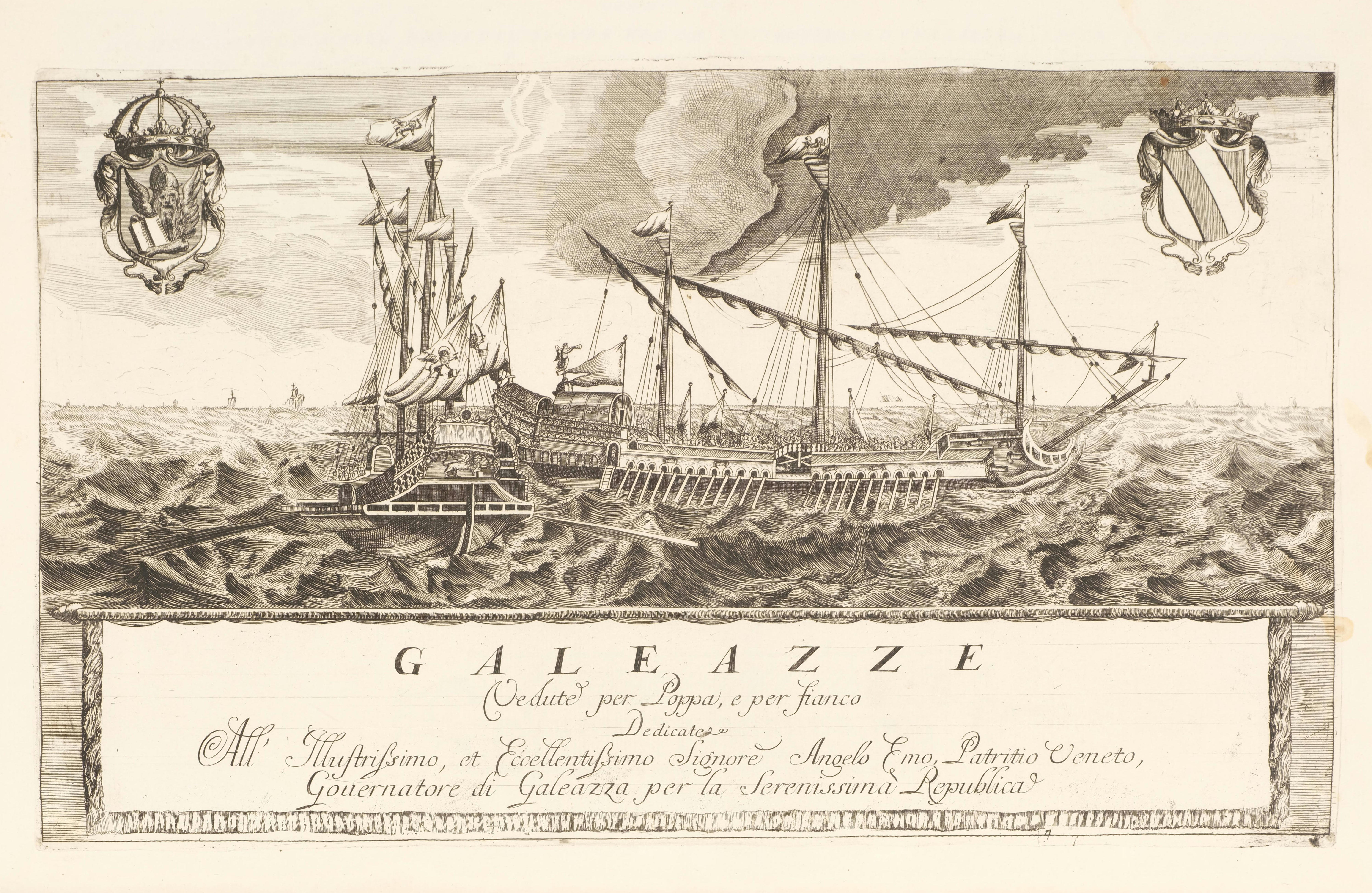
Darstellung einer Galeasse im Atlante Veneto, Bd. 1, Venedig 1691

Am 19. April 1688 wurde er zum Governatore di galea grossa gewählt, er kommandierte also eine der großen Galeeren. 1687 war es der Flotte bereits gelungen, in der Bucht von Kotor die osmanischen Piraten zu besiegen. Am 17. September 1690 nahm er an der Eroberung von Cannina (Kanina) und Valona (Vlora) unter dem Kommando des Capitano generale da Mar Gerolamo Corner teil.
Am 4. März 1691 stieg er zum Capitano in Golfo auf, kommandierte also die Adriaflotte. In dieser Funktion, und zeitweise als Provveditore in campo, nahm er am vergeblichen Versuch teil, die kretische Stadt Chania im Juli und August zurückzuerobern. 1693 erhielt er Befehl, einen Belagerungsturm auf Ägina zu errichten. Am 13. Dezember 1693 wurde ihm die Aufgabe eines Capitano delle galeazze per Abstimmung zugewiesen, er führte also die großen Kriegsschiffe, die Galeassen. Auf Befehl des Giusto Emilio Alberghetti verfasste er nun ein Kompendium zur Belagerungstechnik.

#### Eroberung von Chios (1695), Kämpfe gegen Osmanen in der Ägäis
Von Februar 1694 bis September 1696 war er als Provveditore straordinario in campo tätig. Zusammen mit Adam Heinrich von Steinau gelang ihm von September 1694 bis Februar 1695 die Eroberung von Chios. Er selbst ersuchte bereits am 25. Oktober 1695 vergeblich um Erlaubnis zur Heimkehr. Bald kaperte er eine osmanische Sultana in der Schlacht bei Spalmadori, auch als Schlacht von Inousses bekannt. Er nahm den Bey gefangen und befreite die an Bord befindlichen christlichen Sklaven. In der Schlacht von Gyaros, einer Kykladeninsel zwischen Andros und Tinos, vom 22. August 1696 deckte er mit seinen drei Galeassen den venezianischen Flottenverband. Dies alles baute auf den Erfolgen von Francesco Morosini auf, des in Venedig hoch angesehenen Capitan general da mar, der in den Rückzugskämpfen der Republik gegen die osmanische Vormacht nochmals erstaunliche Erfolge erzielt hatte. Morosini war es gelungen, einen großen Teil der an die Osmanen verlorenen Gebiete ein letztes Mal für Venedig zu erobern, und die Republik hatte ihm zum Dank für die Eroberung der Morea (der Peloponnes) 1687 den Ehrentitel Peloponnesiacus verliehen.

#### Albanien und Dalmatien (1695–1702), Friedensverhandlungen (1699)

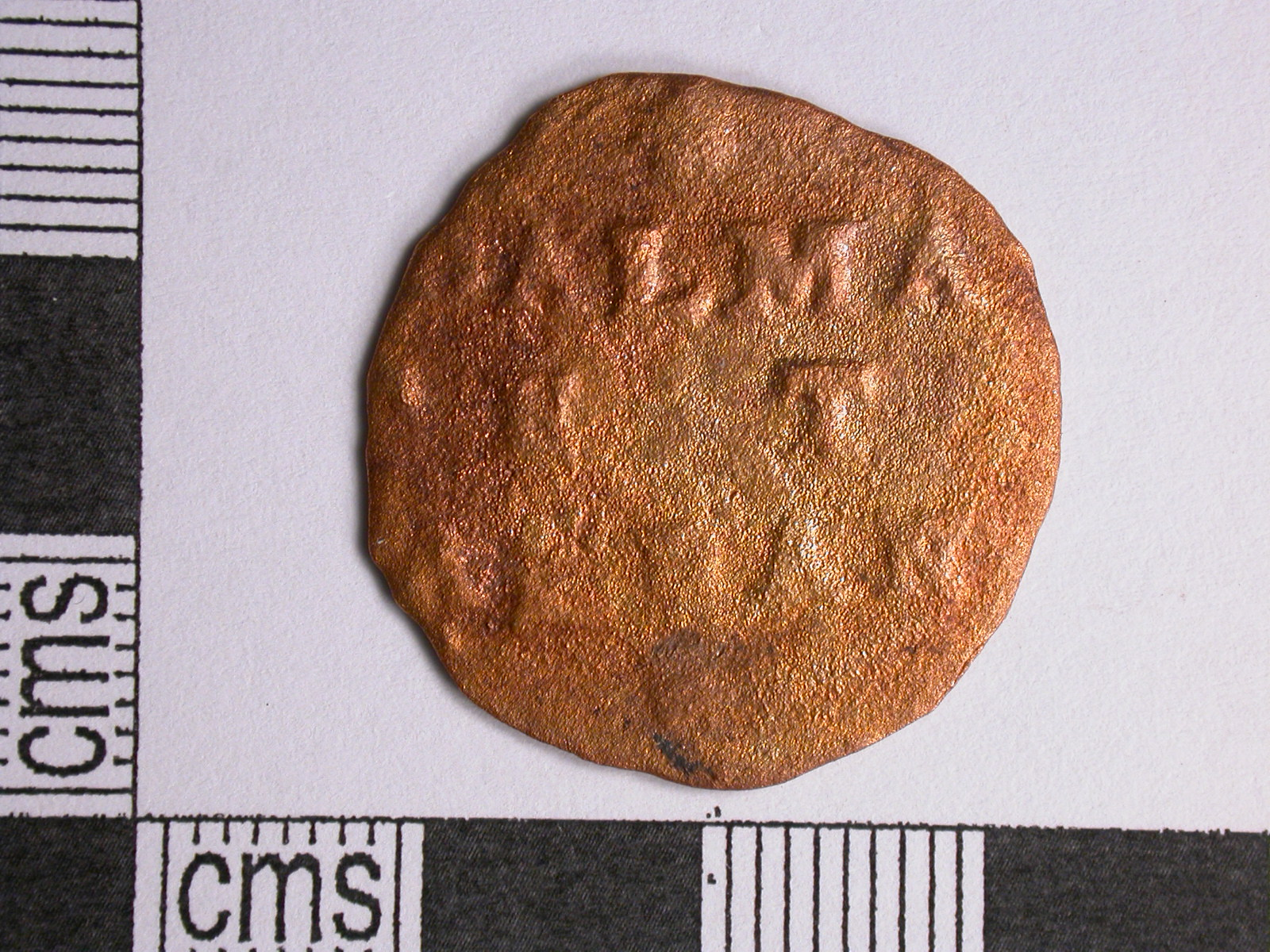
Wohl während Mocenigos Amtszeit in Albanien und Dalmatien geprägte Münze (1691–1710)

Am 12. November 1695 wurde Mocenigo erneut zum Provveditore generale in Dalmazia e Albania gewählt – ein Amt, das er bis Oktober 1702 innehatte. Er kämpfte auch dort gegen osmanische Piraten und Truppenverbände, zwang den Pascha von Bosnien zum Rückzug. Doch litten seine Abwehrversuche unter den schlecht ausgerüsteten und bezahlten Truppen, denen zum Teil sogar der biscotto fehlte, der typische Schiffszwieback. Als es zu einer Rebellion kam, fürchtete Mocenigo deren allgemeine Ausbreitung. Er zog schließlich Maurowalachen heran, bekannt als Morlacchi, die allerdings durch ihre Disziplinlosigkeit seinen Erfolg gefährdeten, etwa den Erwerb von Stolac. Mocenigo verlegte sich zunehmend auf eine Art Guerillataktik.
Nach dem Frieden von Karlowitz (1699) versuchte er zu verhindern, dass kaiserliche Truppen kurzerhand aufgegebene Plätze okkupierten. So setzte er auch dort Soldaten zum Schutz ein, wo sie bisher nicht gestanden hatten. Als sich die Österreicher des Kastells von Zvonigrad bemächtigten, das seit elf Jahren venezianisch war, erhielt Mocenigo vom Senat nicht die Erlaubnis, sie von dort wieder zu vertreiben. Der Senat verließ sich auf die Mittel der Diplomatie. Das nahegelegene Knin blieb von 1688 bis 1797 venezianisch.

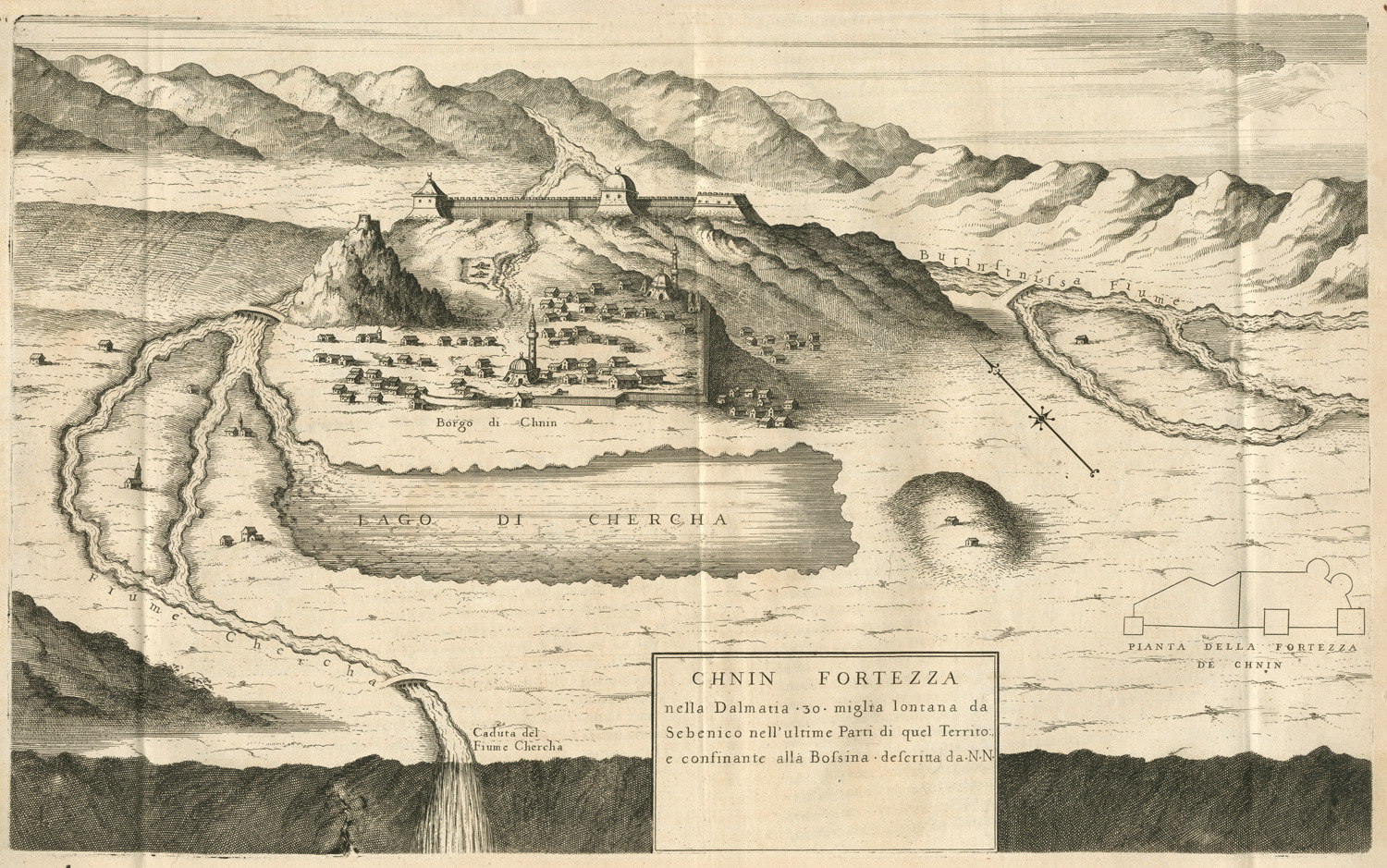
Die Festung von Knin in einer Darstellung von Vincenzo Coronelli, 1687

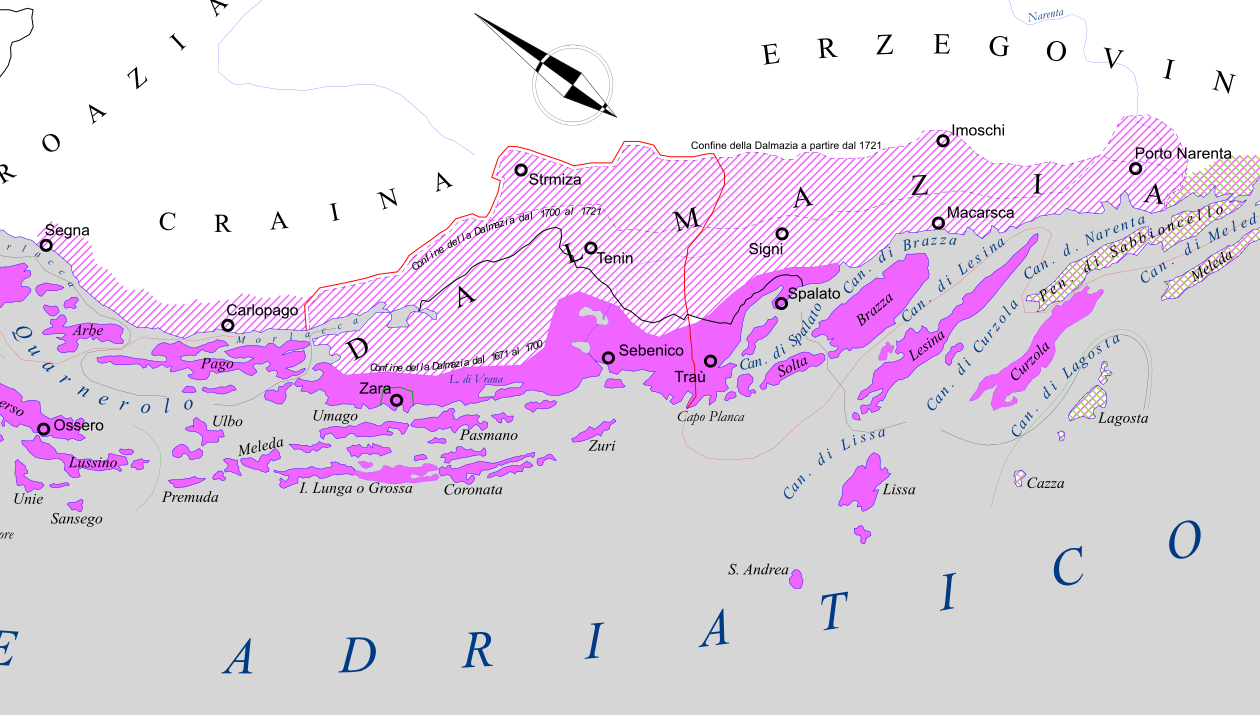
Karte des venezianischen Kroatien mit der Linea Grimani

Die neue Grenze, die sogenannte linea Grimani – nach dem zu dieser Zeit amtierenden Commissario ai confini oder Grenzkommissar Giovanni Grimani, der die Grenze festgelegt hatte –, umfasste jenseits der Nani-Linie von 1671 die inzwischen erworbenen Orte Tenin (Knin), Verlicca (Vrlika), Duare (Zadvarje), Sign (Senj) und Vergoraz (Vrgorac). Dabei versuchte Mocenigo die Kampfkraft der Morlacchi zu nutzen, aber er misstraute ihrer Gier nach Land. Nach 1699 widmete sich Mocenigo der Wiederaufrichtung der Wirtschaft, förderte vor allem Split, und versuchte auf die Handelskonkurrenz von Seiten Ragusas (Dubrovnik) zu reagieren.

#### Provveditore generale da Mar(1707–1711)
Am 22. September 1707 zum Provveditore generale da Mar gewählt, hielt er sich von April 1708 bis Juli 1711 zunächst vor Korfu auf, dann verlegte er seinen Schwerpunkt nach Zante, Nauplia, Santa Maura, Patrasso, Cefalonia, Corinto, Malvasia, San Nicolò, Modone. Wie aus einem Brief vom 18. April 1711 hervorgeht, bestand seine Flotte zu dieser Zeit noch aus neun Schiffen (navi), dreizehn Galeeren und sieben galiote. Wie in Albanien, so traten auch dort die gleichen Probleme mit ausbleibendem Sold, unzufriedenen Soldaten und Seemännern, was alles den Unmut steigerte. Mocenigo kümmerte sich um die Überwachung der Truppen und Schiffe bis hin zur Inspektion der Lagerhäuser und Festungswerke, machte aber auch Jagd auf Piraten, kümmerte sich um Fragen des Holzeinschlags, die Verteilung des Geldes für die Soldzahlungen. In Korinth ließ er eine große Zisterne errichten. Doch schon in einem Schreiben vom 22. Februar 1710 berichtete er, er sei erschöpft und von schlechter Gesundheit.

#### Politische Laufbahn (ab 1711),Capitanovon Padua (1714–1715)
Nach Beendigung seiner Marinekarriere widmete sich Alvise Sebastiano der Politik und bekleidete mehrere hohe Ämter. Am 10. September 1711 berichtete er dem Senat von seinen Erfolgen. Nach der Redecima von 1712 betrug sein Jahreseinkommen über 1566 Dukaten, womit er noch weniger verdiente als sein Zwillingsbruders Alvise (IV) Leonardo, dessen Einkünfte mit über 2319 Dukaten ebenfalls bescheiden waren.
Zwischen dem 14. Februar 1714 und dem 28. Juli 1715 war Mocenigo Capitano von Padua. Dort versuchte er, den Monte di Pietà wieder auf seine ursprünglichen Aufgaben der Armenfürsorge und der Betreuung der Donzele, der jungen Frauen und Mädchen zu konzentrieren. Er kümmerte sich um das Straßennetz, die Erhebung der Abgaben usw., wobei die Verhältnisse in der Stadt noch recht geregelt waren. Auf dem Land war es hingegen deutlich schwieriger, auch nur für Sicherheit zu sorgen, denn Diebstähle, vor allem in Kirchen, waren verbreitet, Streitereien arteten in Messerstechereien aus, pädophile Prediger zogen über Land, adlige Grundbesitzer schikanierten ihre Arbeiter.

#### Provveditore generale in Dalmazia e Albania(1717–1721)
Wieder am 18. November 1716 zum Provveditorato generale in Dalmazia e Albania gewählt, trat er das Amt im April 1717 an. Mit Hilfe der Morlacchi begann er eine anti-osmanische Offensive, die in die Eroberung von Imoschi mündete (Imotski). Danach kam es zu einer Fluchtbewegung christlicher Familien aus den osmanischen Grenzgebieten. Als Matthias Johann von der Schulenburg im Begriff stand, Dulcigno einzunehmen, also Ulcinj im heutigen Montenegro, und nachdem im Frieden von Passarowitz vom 21. Juli 1718 die Grenzen neu festgelegt, und die Entschädigung für den Verlust der venezianischen Morea ausgehandelt wurde, schließlich auch Sternizza, Prolog und Imotski zum venezianischen Dalmatien geschlagen wurden, wurde am 10. Juni 1721 eine neue Grenzlinie festgelegt, die linea Moceniga. An deren Aushandlung hatte Mocenigo als Commissario ai confini, als Grenzkommissar, teilgenommen. Dabei konnte er zum osmanischen Unterhändler Mehmet Efendi Sialy ein vertrauensvolles Verhältnis aufbauen, zu Baron Maximilian Ernst Teuffenbach hingegen nicht, der überzogene Forderungen nach der Herausgabe des Gebiets von Zara (Zadar), dann auch der gesamten „Morlacca“ stellte, ja, sogar nach der Herausgabe von Gebieten, die bereits vor 1684 zu Venedig gehörten.

### Das Dogenamt

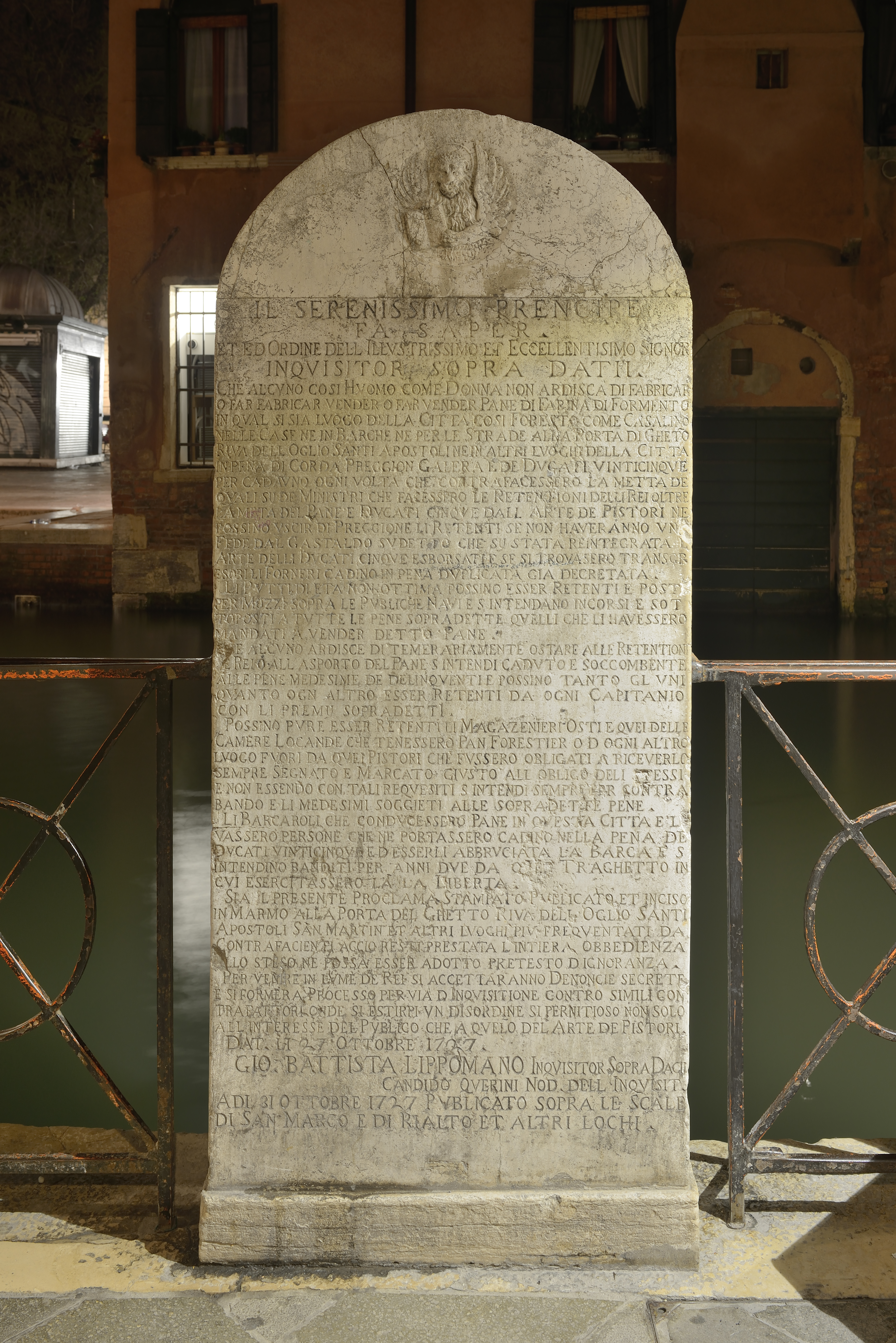
Die 1727 aufgestellte Stele del pan

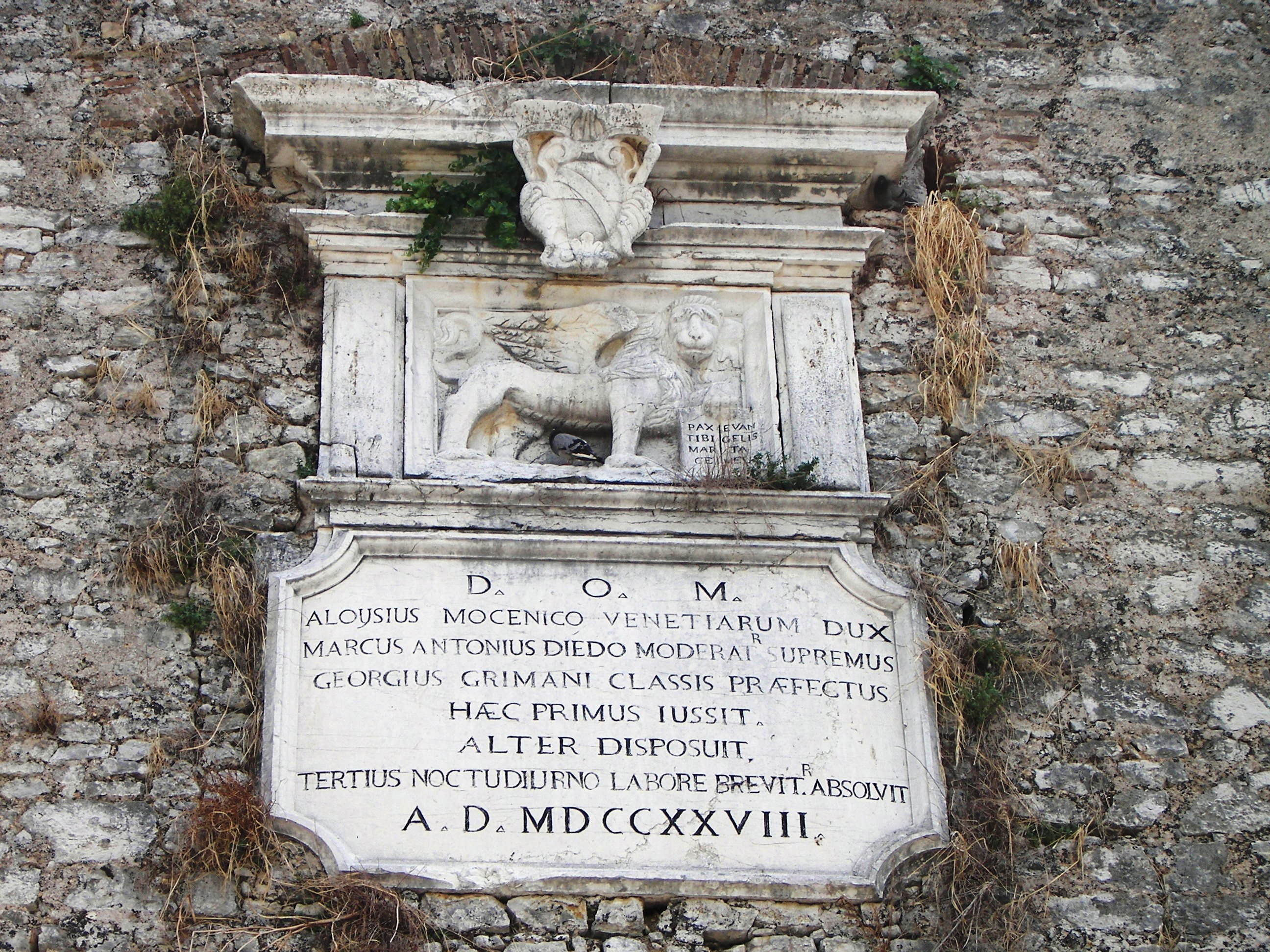
An den Wällen von Korfu angebrachte Inschrift aus dem Jahr 1728, die dem Dogen die energische Fertigstellung der Verteidigungsanlagen zuschreibt

Als er, wieder in Venedig, am 24. August 1722 zum Dogen gewählt wurde – mit 40 von 41 Stimmen und gleich im ersten Wahlgang, wie es inzwischen fast zur Regel geworden war – war er wegen der Kosten seiner Militärkarriere, die er, wie es in Venedig nicht unüblich war, aus eigener Tasche zu zahlen hatte, hoch verschuldet. Die Schulden konnten jedoch nach seinem Tod durch den Verkauf seiner Wertsachen gedeckt werden. Erst dem letzten Dogen, Ludovico Manin, sollte es wieder gelingen, ohne jemals Savio del consiglio gewesen zu sein, in das höchste Staatsamt gewählt zu werden. Damit fehlten ihm große Teile der politischen Routine. Carlo Ruzzini und Alvise Pisani waren bei der Wahl gleichfalls als Kandidaten angetreten, wobei Ruzzini seinem Konkurrenten Mocenigo seine Stimme gab. Sein Bruder Alvise (II) hatte sich enthalten. Beim Umzug über den Markusplatz verteilte der neue Doge Münzen im Wert von 4000 Dukaten.
Seine Regierungsperiode war für die Republik eine nach außen ereignisarme Zeit. Mocenigo ließ 1722 den Markusplatz pflastern und Markusdom und Campanile restaurieren. Er veranlasste die Verstärkung von verschiedenen Festungen im Stato da Mar, förderte die Gründung einer Akademie der Künste und der Società letteraria universale, die am 22. Juli 1724 ihre Arbeit aufnahm. Sie stand unter der Schirmherrschaft des Almorò Albrizzi (1665–1764). Bereits 1723 erhielt der Doge vom Senat die Erlaubnis, einen Monat in Padua in der Ca' Mocenigo zu verbringen. Auch ließ er sich jeden Abend mit einer Gondel zu seinem Bruder Alvise (V.) Antonio bringen, um in dessen Haus den Salotto zu genießen, zu plaudern und, wie es in dieser Epoche weit verbreitet war, dem Glücksspiel zu frönen.

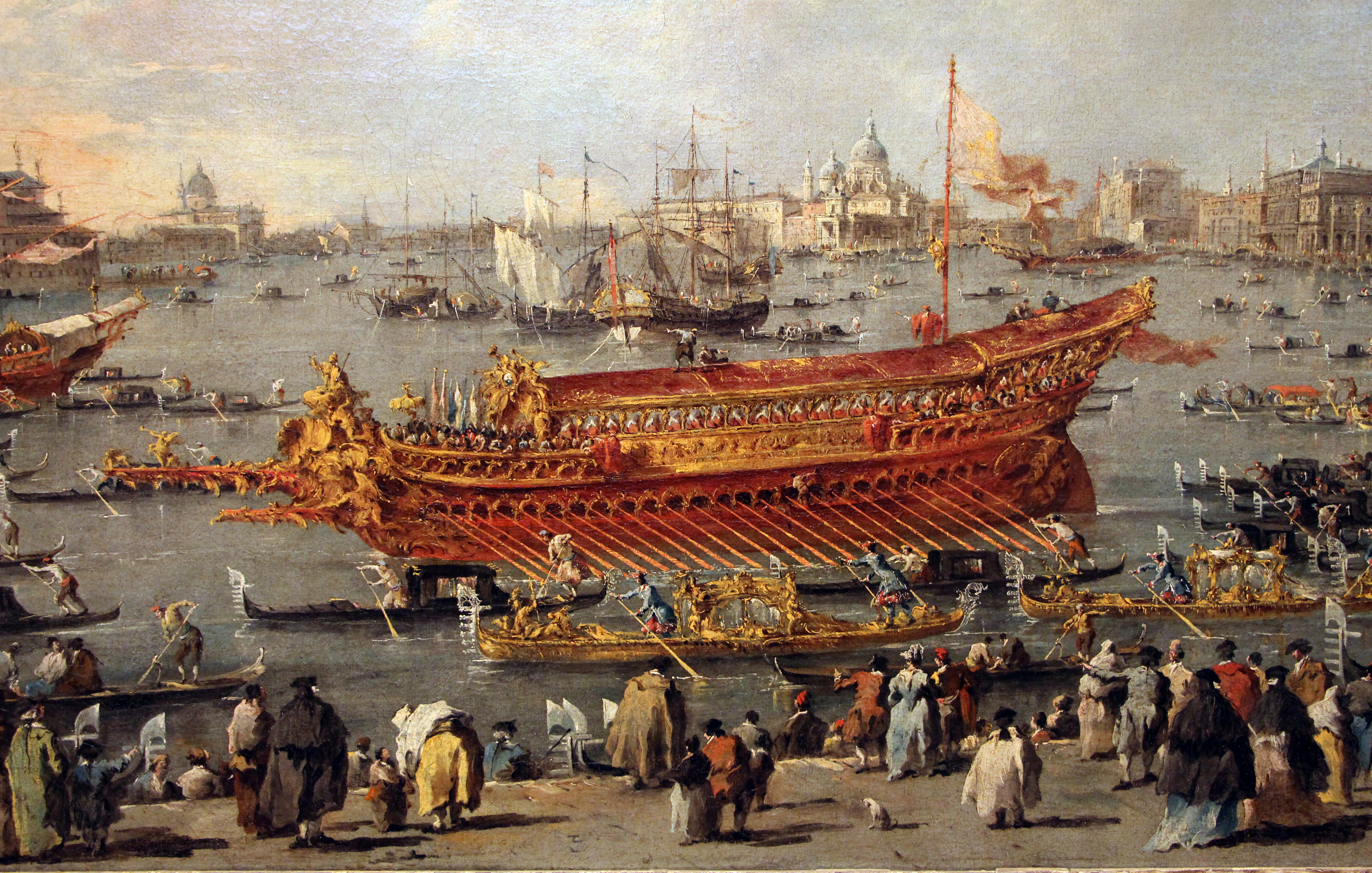
Francesco Guardi: Der Doge Alvise IV. Mocenigo auf dem Bucintoro am Tag der Verkündigung auf dem Weg zum Lido, um 1775–1780, Öl auf Leinwand, 66 mal 101 cm, Louvre

1727 wurde zum letzten Mal ein neuer Bucintoro, das prachtvolle Staatsschiff aufgelegt, das von Michele Stefano Conti entworfen und von Antonio Corradini ausgeschmückt wurde. 1729 veröffentlichte man in seinem Namen die 18. und letzte gedruckte Ausgabe der Statuti Veneti.
Ebenfalls noch 1729 nahm der Doge mit einem Bittbrief vom 17. September an Papst Benedikt XIII. den Prozess der Heiligsprechung des Dogen Pietro Orseolo wieder auf, der am 28. April 1731 mit der Proklamation der Heiligkeit durch Clemens XII. abgeschlossen wurde. Anfang 1733, als Carlo Ruzzini bereits Nachfolger Mocenigos geworden war, traf die Reliquie des heiliggesprochenen Dogen aus Frankreich ein, die seither in der Dogenkapelle des Markusdoms aufbewahrt wurde.
Mocenigo starb am 21. Mai 1732, nachdem er im November 1731 sein Testament gemacht hatte. Bestattet wurde er in einem Bodengrab in San Zanipolo, im Bereich der kunsthistorisch bedeutenden Grabmonumente der Familie. Sein Testament liegt im Staatsarchiv Venedig.